# Rancho Nuevo, Tarímbaro
Rancho Nuevo är en ort i Mexiko.   Den ligger i kommunen Tarímbaro och delstaten Michoacán de Ocampo, i den södra delen av landet, 220 km väster om huvudstaden Mexico City. Rancho Nuevo ligger 1 898 meter över havet och antalet invånare är 631.
Terrängen runt Rancho Nuevo är kuperad åt nordväst, men åt sydost är den platt. Runt Rancho Nuevo är det tätbefolkat, med 411 invånare per kvadratkilometer. Närmaste större samhälle är Morelia, 9,9 km söder om Rancho Nuevo. I omgivningarna runt Rancho Nuevo växer huvudsakligen savannskog.